# سد ادریس
سد ادریس (به فرانسوی: Idriss I Dam) یک سد وزنی در مراکش است که در تازه (مراکش) واقع شده‌است.